# Pipo Derani
Luís Felipe Derani, mais conhecido como Pipo Derani (São Paulo, 12 de outubro de 1993) é um automobilista brasileiro que é piloto de fábrica da Genesis Magma Racing. Recentemente competiu na IMSA SportsCar Championship, estreando na categoria em 2016 e sendo campeão em 2021 e 2023. Foi vencedor das 24 Horas de Daytona de 2016, e das 12 Horas de Sebring, nas edições de 2016, 2018, 2019 e 2023.
É filho de Walter Derani e irmão de Rafael Derani, ambos pilotos.

## Carreira desportiva

### Kart
Derani fez seu estreia na kart em 2003, quando tinha dez anos de idade. Em 2005, foi campeão do Campeonato Junior de São Paulo, em 2007 foi vice-campeão brasileiro de kart, e disputou o Campeonato Europeu de KF3. Em 2008, seu último ano no cartismo, venceu a Copa Codasur na categoria Sudam Jr, e chegou às finais da seletiva Petrobrás.

### Fórmula Renault
Derani deu o salto aos monopostos em 2009, disputando o Campeonato Norte Europeu de Fórmula Renault 2.0 com a Motopark Academy, onde conseguiu dois pódios e pontuou em 13 corridas, se classificando em sétimo lugar.

### Fórmula 3
Em 2010, Derani seguiu com a Motopark em sua mudança para o Campeonato Alemão de Fórmula 3, mas não conseguiu pódios e finalizou em décimo no campeonato. Por outro lado, participou da dupla corrida em Interlagos pela GT Brasil.
Em 2011, Derani mudou-se para o Campeonato Britânico de Fórmula 3 com a equipe Double R Racing, conquistando um pódio e se classificando em décimo quinto. Nesse mesmo ano, também competiu na Fórmula 3 Brazil Open e na Fórmula 3 Masters.
Derani seguiu na F3 Britânica para 2012, mas mudando de equipe, agora com a Fortec Motorsport. Obteve duas vitorias e cinco pódios, sendo oitavo colocado. Também fez três etapas da Fórmula 3 Euro Series e finalizou em sexto no Grande Prêmio de Macau. Em 2013, Derani continuou a parceria com a Fortec, agora disputando o Campeonato Europeu de Fórmula 3 da FIA, onde acabou em oitavo, com três pódios. Ele também foi terceiro colocado no GP de Macau.

### Pro Mazda
Começou o ano de 2014 competindo nas seis primeiras corridas da Pro Mazda dos Estados Unidos pela Tem Pelfrey, onde obteve um terceiro lugar e dois quartos lugares. Mas a equipe o dispensou após a sexta rodada, com Derani descobrindo a notícia pelo Twitter. Ele somou 88 pontos e estava em sexto lugar quando foi retirado da competição, mas terminou a temporada em décimo quarto.

### Corridas de resistência

#### ELMS
2014 marcou a estreia de Derani nas corridas de resistência, com o paulistano correndo as últimas duas rodadas da European Le Mans Series com um Oreca-Nissan, sendo terceiro colocado. Retornou à categoria em 2025, correndo com a CLX Motorsport, sendo parceiro do português Manuel Espírito Santo e do também brasileiro Enzo Fittipaldi.

#### Mundial de Endurance
Em 2015, se juntou à G-Drive no Campeonato Mundial de Endurance da FIA. Tendo com companheiros Gustavo Yacamán e Ricardo González, com o trio conquistando uma vitória, um segundo lugar e cinco terceiros lugares, para se classificar em sexto em sua classe, LMP2. Esse ano também marcou a primeira aparição de Derani nas 24 Horas de Le Mans, em que ele foi quarto colocado na LMP2.

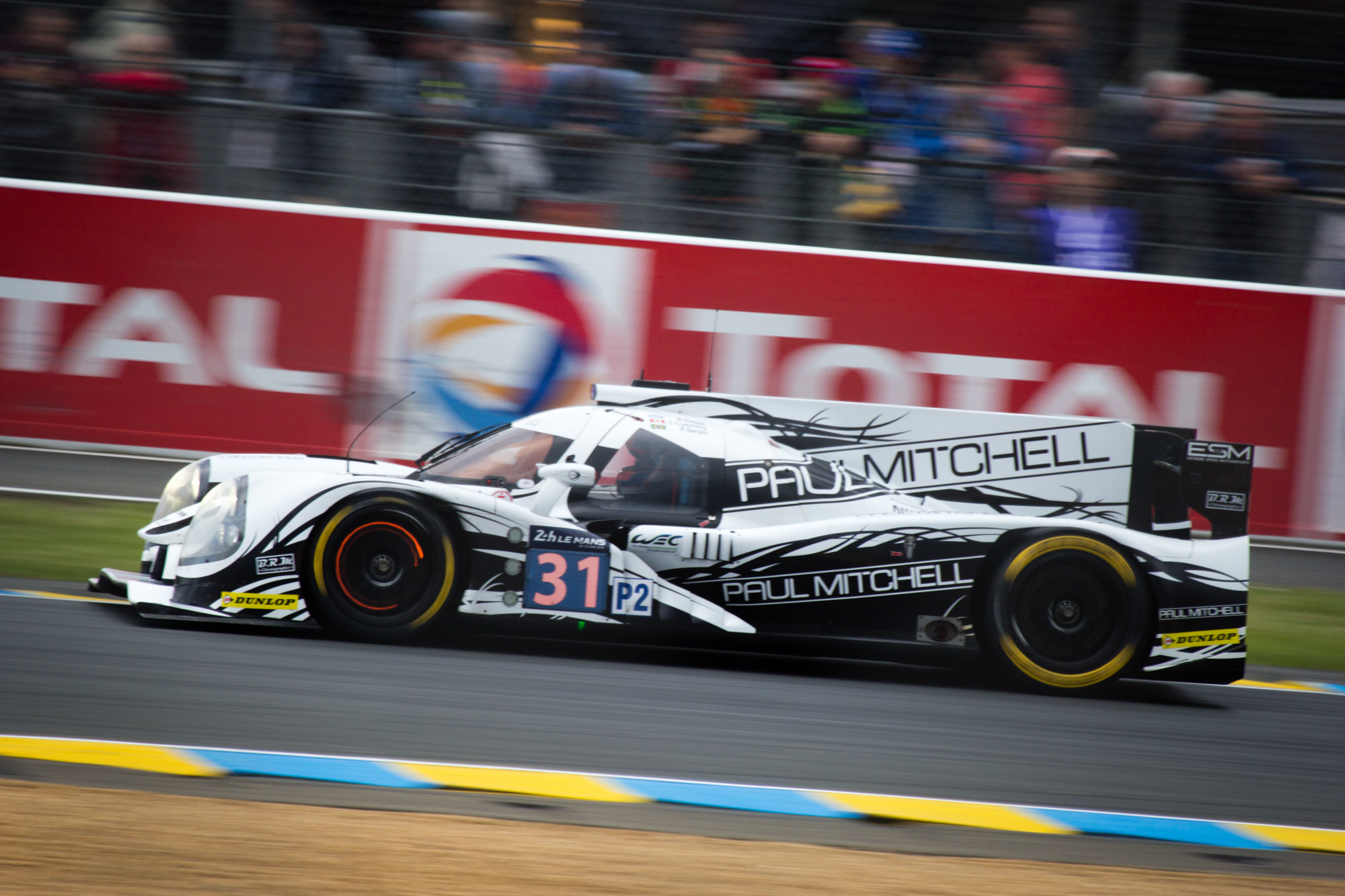
Ligier-Nissan de Derani durante as 24 Horas de Le Mans de 2016

No ano seguinte, foi contratado pela Tequila Patrón ESM para disputar o Mundial de Endurance, onde fez quatro pódios, incluindo o segundo lugar nas 24 Horas de Spa, e foi oitavo colocado no campeonato. 
Disputou as três primeiras rodadas do WEC de 2017 como piloto oficial da Ford. Com um Ford GT de classe GTE-Pro, ganhou em Silverstone e ficou em segundo nas 24 Horas de Le Mans. Também conseguiu um quarto posto na classe LMP2 nas 6 Horas de Nürburgring, num Oreca Gibson da Rebellion.
Voltou ao WEC em 2018, quando disputou as 24 Horas de Le Mans pelo time AF Corse numa Ferrari 488 junto a Toni Vilander e Antonio Giovinazzi, finalizando em quinto em classe GTE-Pro. 

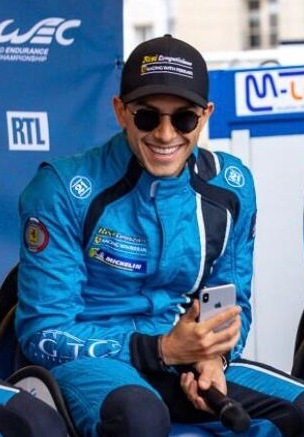
Derani em 2019

Em 2019, disputou apenas as 4 Horas de Silverstone com a Rebellion Racing, onde foi terceiro colocado na corrida que marcou sua estreia na LMP1. Fez outra aparição em Le Mans com a Risi Competizione, pilotando a Ferrari 488 com Jules Gounon e Oliver Jarvis, sendo 11º na GTE Pro. 
Em 2021, disputou duas provas do WEC com a Glickenhaus Racing na classe Hypercar: as 6 Horas de Monza, que abandonou, e as 24 Horas de Le Mans, que chegou em quarto lugar. Repetiu a parceria com a Glickenhaus em 2022, conquistando o terceiro lugar em Spa-Francorchamps e o quarto lugar em Le Mans.

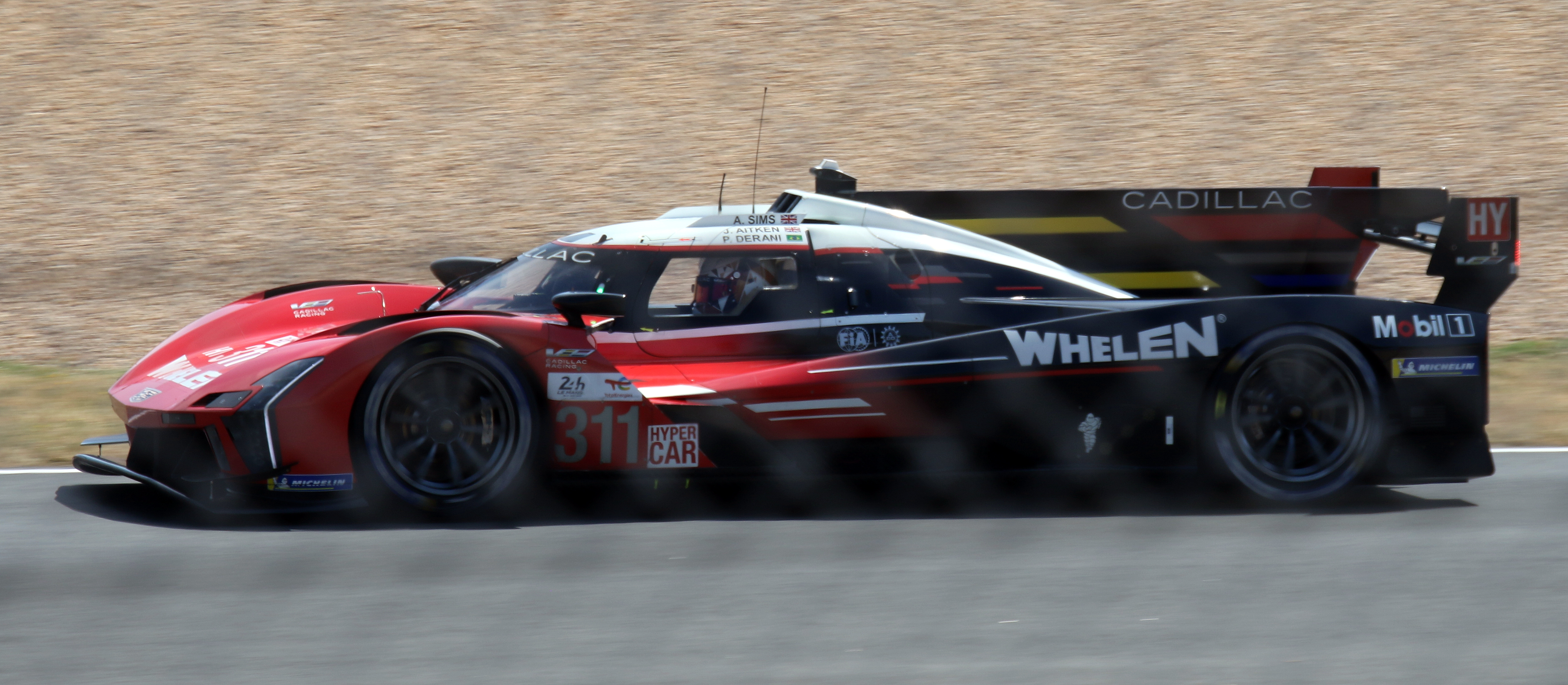
Carro de Derani nas 24 Horas de Le Mans de 2023

Em 2023, correu as 24 Horas de Le Mans com a Action Express Racing, sendo parceiro dos britânicos Jack Aitken e Alexander Sims, sendo décimo colocado. Continuou com a equipe nas 24 Horas de Le Mans de 2024, que agora era chamada de Whelen Cadillac Racing. Derani teve como parceiros Aitken e seu compatriota Felipe Drugovich, mas o trio do carro 311 se classificou em 15º, após Pipo bater faltando cinco horas para o final da corrida.
Em dezembro de 2024, foi anunciado que Derani tinha sido contratado para ser piloto de fábrica da Genesis LMDh, marca da Hyundai que fará sua estreia no Mundial de Endurance em 2026.

#### IMSA SportsCar
Disputou a edição de 2016 da IMSA SportsCar Championship para a Extreme Speed Motorsport, onde ganhou as 24 Horas de Daytona e as 12 Horas de Sebring, e ainda foi segundo na Petit Le Mans.
Em 2017, Derani fez sete corridas da IMSA, alternando entre os dois Ligier Nissan DPi de Extreme Speed. O piloto ganhou em Road America, foi quarto colocado 24 Horas de Daytona e em Petit Le Mans, e finalizou em 15º no campeonato de pilotos.

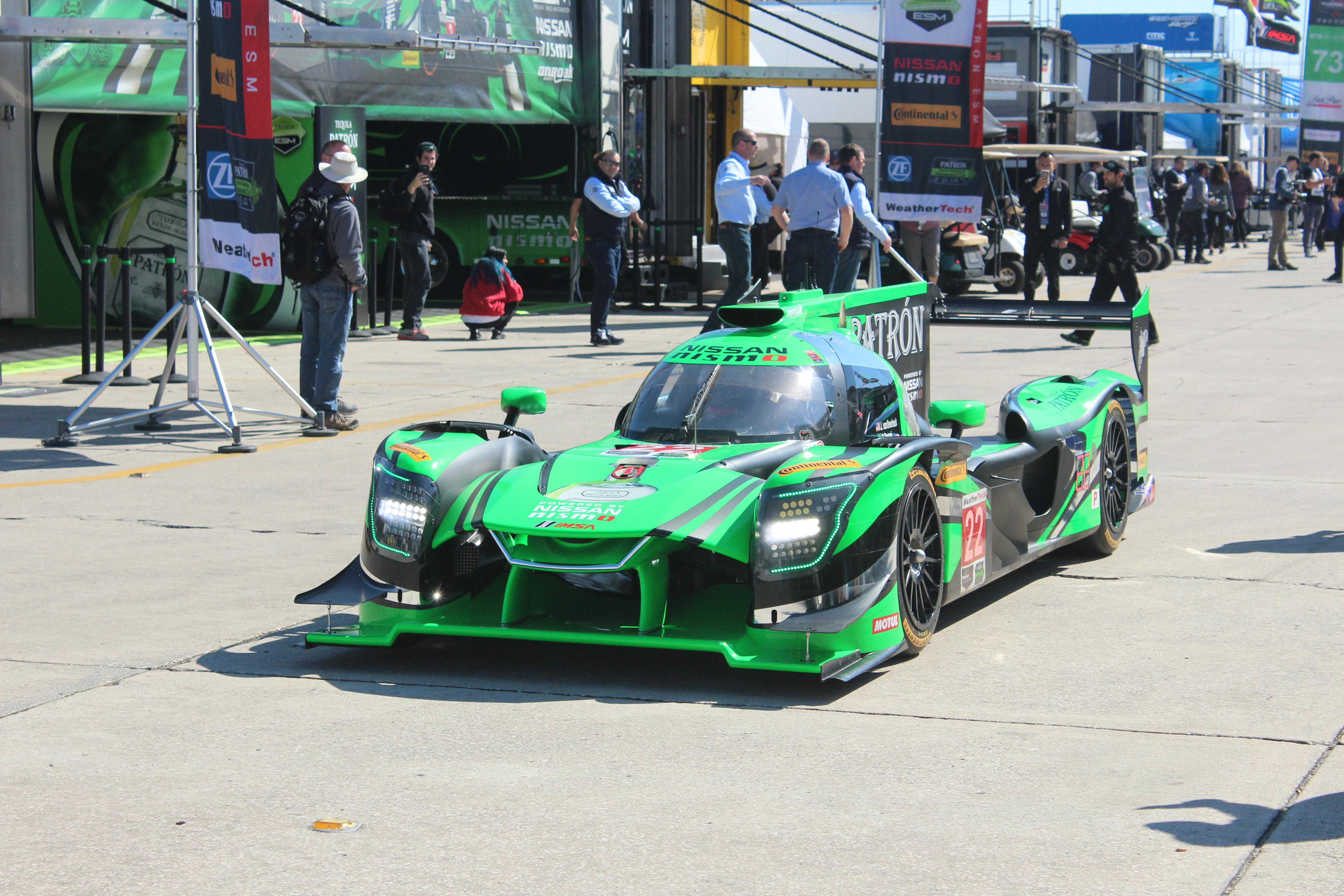
Carro de Derani nas 12 Horas de Sebring de 2018

O brasileiro passou a ser titular da Extreme Speed para a temporada de 2018 da IMSA, sendo companheiro de Johannes van Overbeek durante a maioria das rodadas. Venceu nas 12 Horas de Sebring e em Laguna Seca, mas sofreu quatro abandonos, acabando 16º no campeonato de pilotos da classe Protótipos, e em nono no campeonato da equipes.
Em 2019, Derani seguiu na IMSA, mas agora pilotando um Cadillac DPi da equipe Action Express, acompanhando seu compatriota e xará Felipe Nasr durante a temporada. Obteve um segundo lugar nas 24 Horas de Daytona e um triunfo nas 12 Horas de Sebring, vencendo também a Petit Le Mans. Ao todo, foram cinco pódios, que renderam a Derani o vice-campeonato da IMSA e seu primeiro título no Campeonato Norte-Americano de Endurance (minicampeonato que engloba Daytona, Sebring, Watkins Glen e Petit Le Mans).
2020 viu Derani obter cinco pódios na IMSA, incluindo outra vitória em Sebring, ficando em quarto lugar. Mas a consagração veio em 2021, quando Derani obteve sete pódios, incluindo três vitórias em Watkins Glen, Road America e Long Beach, o que rendeu o primeiro título de Pipo na IMSA.

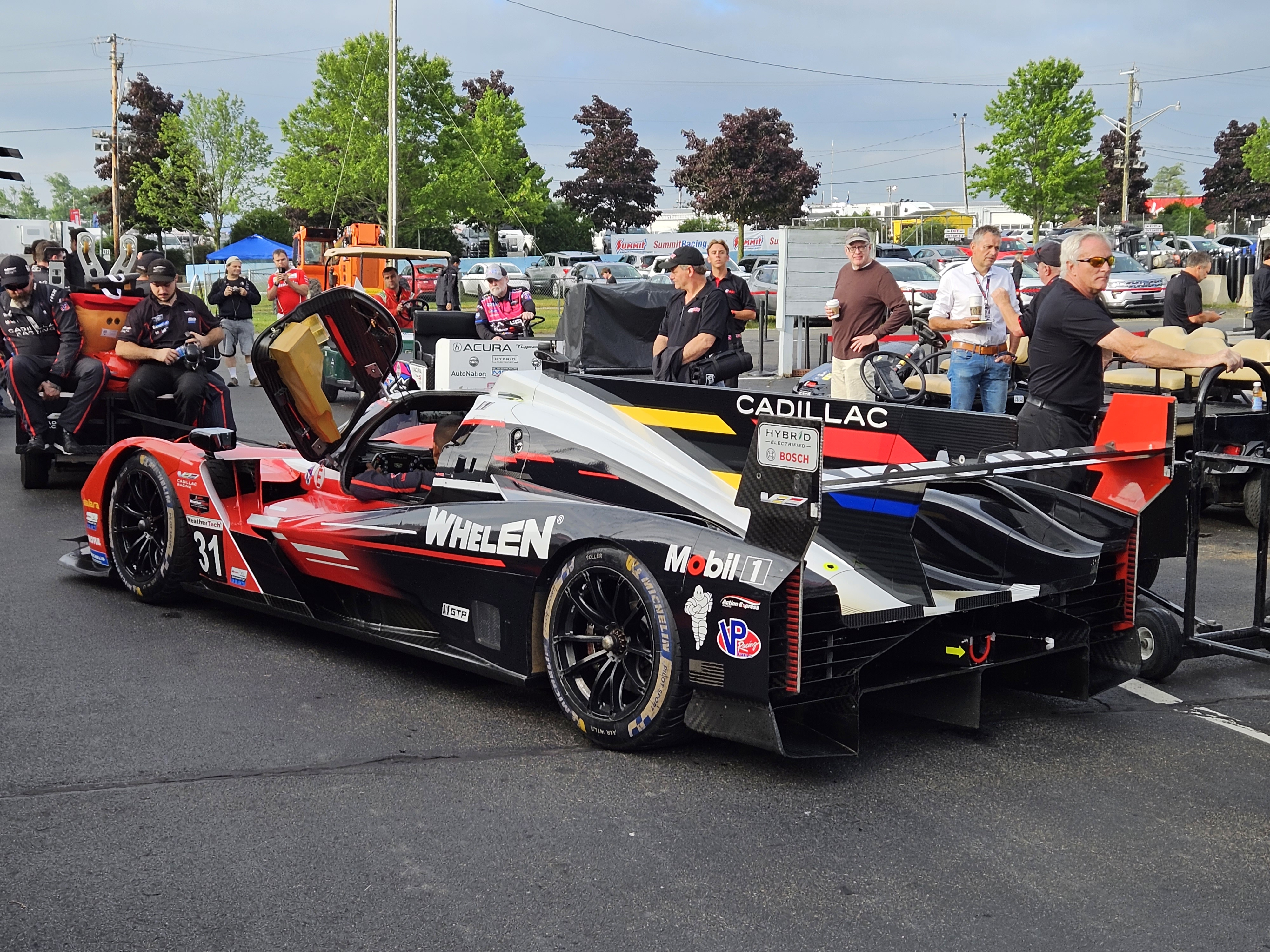
Carro de Derani nas 6 Horas de Watkins Glen de 2023

Em 2022, Derani não conseguiu vitórias, embora tenha feito cinco pódios, com seu melhor resultado sendo o segundo lugar em Petit Le Mans, e finalizou a temporada em quinto no campeonato de pilotos. Mas em 2023, Derani voltou a vencer as 12 Horas de Sebring, somou mais dois pódios e foi bicampeão da IMSA na última etapa em Petit Le Mans, onde o paulistano colidiu com Filipe Albuquerque, em uma manobra controversa que tirou o piloto português da corrida e o fez ser hospitalizado. Além do bicampeonato de pilotos, Derani também ajudou a Cadillac a ser campeã dentre as equipes, além de vencer pela segunda vez o Campeonato Norte-Americano de Endurance.
Em 2024, Derani fez todas as corridas da IMSA pela Cadillac, exceto a do Canadian Tire Motorsport Park, que ele correu pela Richard Mille AF Corse. Mas seus melhores resultados foram no carro 31, em que ele obteve três segundos lugares. Essa foi a sua última temporada com a Action Express, e ele encerrou a parceria com um quinto lugar em Petit Le Mans.
Em 2025, Derani disputou as 24 Horas de Daytona com a DXDT Racing, mas abandonou por conta de um incêndio após a metade da prova.

### Stock Car
Em 2018, correu a Corrida de Duplas da Stock Car Brasil com piloto convidado pela equipe Cimed Racing junto com o piloto regular Marcos Gomes, sendo sexto colocado.